# Manto Tshabalala-Msimang
Mantombazana 'Manto' Edmie Tshabalala-Msimang (nhũ danh Mali) (9 tháng 10 năm 1940 – 16 tháng 12 năm 2009)  là một nữ chính trị gia Nam Phi. Bà là Thứ trưởng Bộ Tư pháp từ năm 1996 đến 1999 và từng là Bộ trưởng Bộ Y tế từ năm 1999 đến 2008 dưới thời Tổng thống Thabo Mbeki. Bà cũng từng là Bộ trưởng trong nhiệm kỳ Tổng thống dưới thời Tổng thống Kgalema Motlanthe từ tháng 9 năm 2008 đến tháng 5 năm 2009.
Nỗ lực của Manto Tshabalala-Msimang trong việc điều trị dịch AIDS ở Nam Phi bằng các loại rau dễ tìm như tỏi và củ cải đường, thay vì dùng thuốc kháng vi-rút, là chủ đề của sự chỉ trích quốc tế. Những chính sách này đã dẫn đến cái chết của hơn 300.000 người Nam Phi.

## Giáo dục
Sinh ra ở Durban, Tshabalala-Msimang tốt nghiệp Đại học Fort Hare năm 1961. Là một trong số những cán bộ trẻ của Đại hội Dân tộc Phi được gửi ra nước ngoài để giáo dục, bà được đào tạo y khoa tại Học viện Y khoa Leningrad đầu tiên ở Liên Xô từ năm 1962 đến 1969. Sau đó, bà được đào tạo như một nhà đăng ký về sản phụ khoa ở Tanzania, hoàn thành ở đó vào năm 1972. Năm 1980, bà nhận bằng thạc sĩ về sức khỏe cộng đồng từ Đại học Antwerp ở Bỉ.
Manto Tshabalala-Msimang là một quan chức trong ban lãnh đạo ANC bị lưu đày ở Tanzania và Zambia trong thập kỷ sau của apartheid, với trách nhiệm công việc tập trung vào sức khỏe và phúc lợi của các chiến binh ANC ở đó.

## Chính sách phòng chống AIDS
Chính quyền của Tshabalala-Msimang là Bộ trưởng Bộ Y tế đã gây tranh cãi, vì sự miễn cưỡng của bà trong việc áp dụng một kế hoạch của khu vực công để điều trị AIDS bằng thuốc kháng retrovirus (ARV). Manto Tshabalala-Msimang được gọi là Tiến sĩ Beetroot vì đã thúc đẩy lợi ích của củ cải đường, tỏi, chanh vàng và khoai tây châu Phi cũng như dinh dưỡng tốt, đồng thời đề cập đến độc tính có thể có của thuốc chữa bệnh AIDS. Bà được nhìn nhận rộng rãi theo chính sách phòng chống AIDS theo ý tưởng của Tổng thống Nam Phi Thabo Mbeki, người trong một thời gian đã bày tỏ công khai nghi ngờ về việc liệu HIV có gây ra AIDS hay không.